# Senol Sengulier
Senol Sengulier (4 oktober 1969) is een Belgisch Turks voormalig voetballer die speelde als middenvelder.

## Carrière
Sengulier speelde voor Waterschei, KRC Genk, Patro Eisden, Beerschot VAC en KSV Mol.